# 伯佐勒
伯佐勒（法語：Bezolles，法語發音：[bəzɔl]）是法国热尔省的一个市镇，属于孔东区。

## 地理
伯佐勒（43°49'23"N, 0°21'2"E）面积11.13 平方千米，位于法国奧克西塔尼大區热尔省，该省份为法国西南部内陆省份，北起顺时针与洛特-加龙省、塔恩-加龙省、上加龙省、上比利牛斯省、大西洋比利牛斯省和朗德省接壤。
与伯佐勒接壤的市镇（或旧市镇、城区）包括：博凯尔、瑞斯蒂扬、拉加代尔、罗克、罗泽斯、维克弗藏萨克。

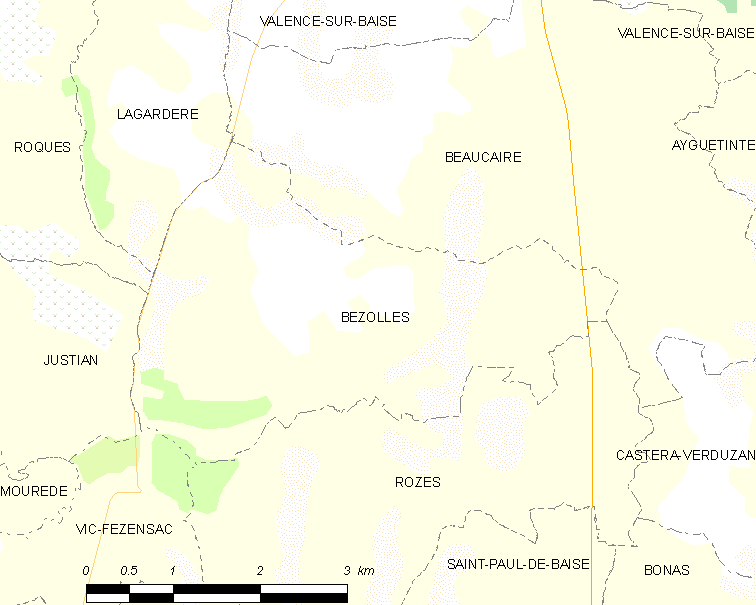
伯佐勒的OSM定位图

伯佐勒的时区为UTC+01:00、UTC+02:00（夏令时）。

## 行政
伯佐勒的邮政编码为32310，INSEE市镇编码为32052。

## 政治
伯佐勒所属的省级选区为弗藏萨克县。

## 人口

1962-2008年间伯佐勒人口变化图示

伯佐勒于2022年1月1日时的人口数量为132人。